# Drosera platypoda
Drosera platypoda är en sileshårsväxtart som beskrevs av Porphir Kiril Nicolai Stepanowitsch Turczaninow. Drosera platypoda ingår i släktet sileshår, och familjen sileshårsväxter.
Artens utbredningsområde är:
- Ashmore-Cartieröarna.
- Western Australia.

Inga underarter finns listade i Catalogue of Life.

## Bildgalleri

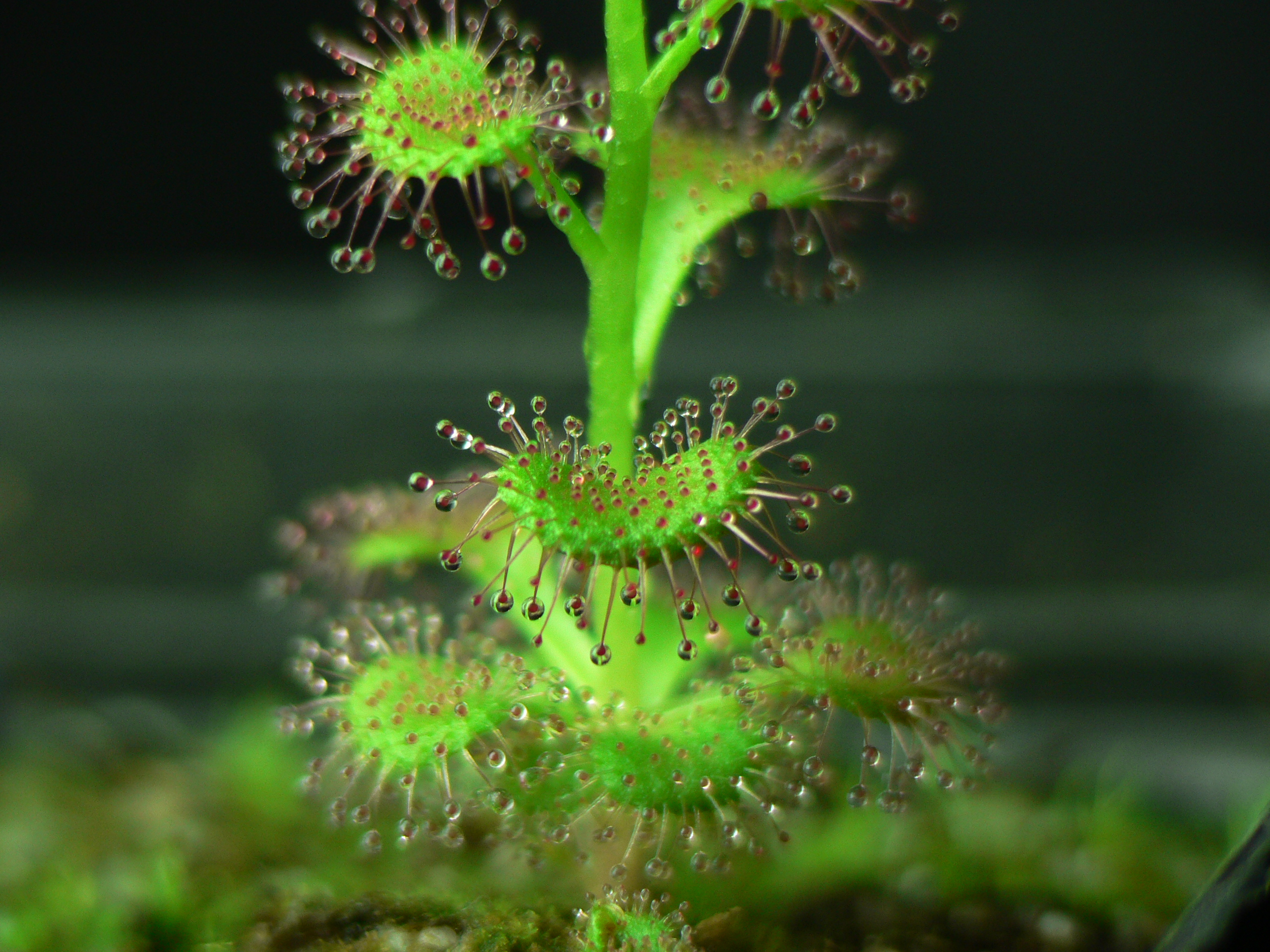
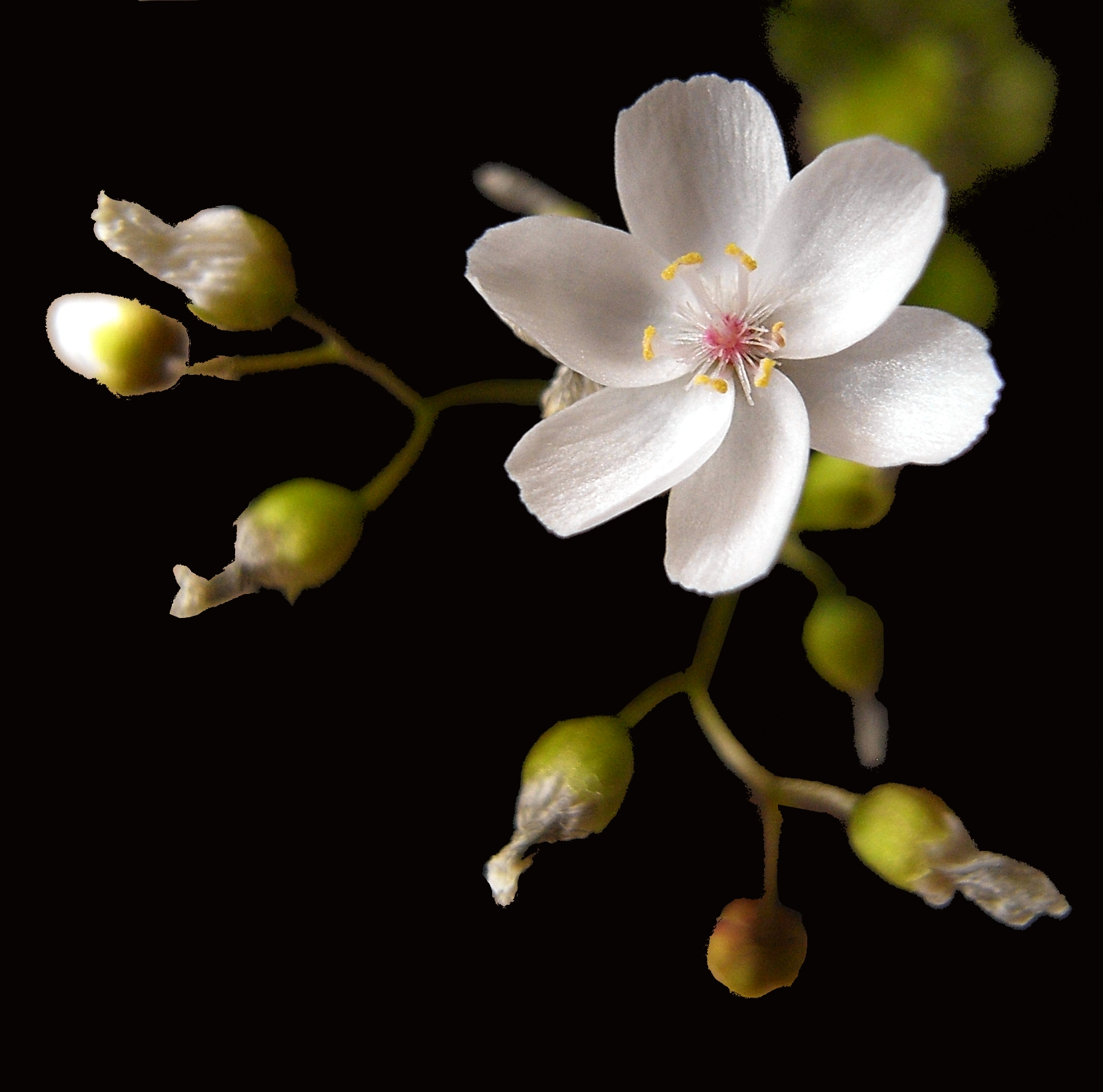